# 直角凤丫蕨
直角凤丫蕨（学名：Coniogramme procera），又名高山凤了蕨，为铁线蕨科凤丫蕨属下的一个种。該物種於1865年由納薩尼爾·瓦立池首次描述。

## 扩展阅读
- 維基物種上的相關：高山凤了蕨

1. ↑  The Plant List. . 2010  [2013年8月12日]. （原始内容存档于2022-01-25）.